# واسیلی چویکف
 واسیلی ایوانوویچ چوئیکوف  (روسی: Васи́лий Ива́нович Чуйко́в؛ زاده ۱۲ فوریهٔ ۱۹۰۰ – درگذشته ۱۸ مارس ۱۹۸۲) یک افسر نظامی اتحاد جماهیر شوروی بود.
چویکف از فرماندهان ارتش ۶۲ شوروی در نبرد استالینگراد بود. او پس از جنگ به‌عنوان فرمانده نیروهای شوروی در آلمان فعالیت کرد.
وی پس از مرگش نشان مارشال اتحاد جماهیر شوروی را دریافت کرد.